# Esaxerenone
Esaxerenone (INN) (tên thương hiệu Trinebro; tên mã phát triển CS-3150, XL-550) là một loại thuốc chống dị ứng không steroid được Exelixis phát hiện và được phát triển bởi Công ty Daiichi Sankyo và được chấp thuận tại Nhật Bản để điều trị tăng huyết áp. Nó hoạt động như một chất đối vận im lặng có tính chọn lọc cao của thụ thể mineralocorticoid (MR), thụ thể của aldosterone, với độ chọn lọc lớn hơn 1.000 lần đối với thụ thể này so với các thụ thể hoóc môn steroid khác, và ái lực cao gấp 4 lần và 76 lần đối với MR liên quan đến các antimineralocorticoids spironolactone và eplerenone hiện có.  Kể từ tháng 1 năm 2019, esaxerenone đang trong giai đoạn thử nghiệm lâm sàng giai đoạn III đối với bệnh thận đái tháo đường.